# Anomala hispidula
Anomala hispidula är en skalbaggsart som beskrevs av Bates 1888. Anomala hispidula ingår i släktet Anomala och familjen Rutelidae. Inga underarter finns listade i Catalogue of Life.